# Eusebie
Eusebie nebo též Eusébie je staré ženské jméno řeckého původu, ženská varianta jména Eusebius. Pochází z řeckého slova eusebeia (srov. Eusebia), které znamená zbožnost, vykládá se tedy jako zbožná.
Svatá Eusebie z Hamage byla franckou světicí žijící v 7. století, která je připomínána dne 16. března. Svatá Xenie Římská a Ereleuva, matka krále Theodoricha Velikého, dostaly při křtu jméno Eusebie.
V českých zemích bylo jméno používáno především ve středověku a raném novověku, v novověkých matričních knihách je extrémní raritou. Jméno bylo však poměrně rozšířeno mezi šlechtou (například v rodech Hrzánů z Harasova nebo Kaplířů ze Sulevic). V současné době již jméno Eusebie neexistuje.
K roku 2014 žilo na světě přibližně 99 956 nositelek jména Eusebia, z toho nejvíce v Mexiku, Peru a ostatních zemích Latinské Ameriky. Jméno je rovněž rozšířeno na Filipínách a ve Španělsku, kde žijí téměř čtyři tisíce nositelek.

## Významné osobnosti
- Eusebie (císařovna) – římská císařovna, manželka císaře Constantia II.
- Eusebia Cosme – afro-kubánská recitátorka poezie a herečka
- Eusebie Benigna z Kounic – česká šlechtična
- Eva Eusebie Popelovna z Lobkovic – česká šlechtična
- Eusebia Palomino Yenes – španělská blahoslavená řeholnice
- Frebonie Eusebie z Pernštejna – česká šlechtična
- Marie Eusebie Sezimová z Ústí – česká šlechtična
- Eusebia Simpson Hunkins – americká hudební skladatelka
- Marie Eusebie ze Šternberka – česká šlechtična (hraběnka)